# Muriel Kingston
Muriel Kingston foi uma atriz de cinema estadunidense da era do cinema mudo, que atuou em 9 filmes entre 1921 e 1928.

## Biografia
Seu primeiro filme foi The Barricade (no Brasil, “Barreira de Orgulho”), em 1921, sob direção de Christy Cabanne, pela Robertson-Cole Pictures Corporation, num pequeno papel secundário. No ano seguinte, atuou pela Charles E. Bartlett Productions, em White Hell e Dawn of Revenge (no Brasil, “Aurora da Vingança”), como protagonista. Pela Iroquois Productions atuou em The Valley of Lost Souls (1923). Em 1927, atuou no seriado da Pathé, On Guard, ao lado de Cullen Landis, e fez uma pequena participação não-creditada no filme de Frank Capra Long Pants (no Brasil, “Pinto Calçudo”), pela Harry Langdon Corporation. Ainda em 1927, fez pela Classplay Pictures o filme Twin Flappers (no Brasil, “Estrelas Cadentes”). Em 1928, fez seu último filme, Masked Lover, pela Golden Stars Films.
Na Broadway, atuou no musical Fashions of 1924, entre 18 e 28 de julho de 1923.

## Filmografia
- The Barricade (1921)
- White Hell (1922)
- The New Minister (1922)
- Dawn of Revenge (1922)
- The Valley of Lost Souls (1923)
- On Guard (1927)
- Long Pants (1927)[3]
- Twin Flappers (1927)
- Masked Lover (1928)

O Archive.org refere a presença de Kingston nos filmes Subway Sadie (1926) e Just Another Blonde (1926), sem referência para comprovação.